# 冨田若春
冨田 若春（とみた わかば、1997年4月9日 - ）は、日本の女子柔道選手。東京都出身。階級は78kg超級。身長166cm。体重103kg。血液型はA型。組み手は右組み。段位は5段。得意技は払腰。現在はコマツ女子柔道部に所属。

## 経歴
柔道は6歳の時に大阪で開催された世界選手権の48kg級で6連覇を果たした田村亮子の活躍に影響を受けて、松前柔道塾で始めた。小学校5年の時に全国小学生学年別柔道大会40kg超級で優勝を飾った。6年の時には45kg超級で優勝して今大会2連覇を達成した。
中学になると神奈川県にある相武館吉田道場に入門して寮生活を送ることになった。相原中学1年の時にはマルちゃん杯で3位になった。2年の時にはマルちゃん杯と近代柔道杯で3位になった。3年の時には全国中学校柔道大会の個人戦70kg超級で香長中学3年の斉藤芽生に有効で敗れて2位だった。団体戦では3位になった。マルちゃん杯は2位だった。
埼玉栄高校へ進むと、1年の時にはインターハイの団体戦で優勝を飾った。国体少年女子の部では決勝で東京都に敗れて2位だった。全国高校選手権の個人戦無差別では決勝で東海大学第四高校2年の佐藤杏香に指導2で敗れて2位だったが、団体戦では同級生の常見海琴とともに活躍して優勝を飾り、最優秀選手に選ばれた。2年の時には全日本カデの70kg超級で優勝した。金鷲旗でも優勝を成し遂げた。アジアジュニアでは決勝でカザフスタンのルザ・ドゥフトゥルバエワに合技で敗れて2位に終わった。全国高校選手権の個人戦無差別では準決勝で元力士及びプロレスラーだった荒谷望誉の娘である荒谷莉佳子に横四方固で敗れて3位だったが、団体戦では前年に続いて常見とともに活躍して2連覇を飾った。3年の時には全日本選手権で5位に入った。金鷲旗では3位だった。インターハイの団体戦でも3位だったものの、個人戦では決勝で東大阪大敬愛高校3年の斉藤芽生を上四方固で破って優勝した。全日本ジュニアでは決勝で東海大学1年の朝比奈沙羅に合技で敗れて2位だったものの、世界ジュニア代表に選ばれた。世界ジュニアでは決勝でブラジルのカミラ・ノゲイラを内股で破るなど、オール一本勝ちで優勝を飾った。団体戦でも決勝のフランス戦を始め全試合に勝利してチームの優勝に貢献した。12月のグランドスラム・東京では準々決勝でロンドンオリンピック金メダリストであるキューバのイダリス・オルティスに敗れるなどして5位に終わった。
2016年にはコマツ女子柔道部の所属となった。
2017年のヨーロッパオープン・ソフィア決勝ではリオデジャネイロオリンピックで優勝したエミリ・アンデオルに反則負けを喫して2位だった。
2018年の全日本選手権では準決勝で淑徳大学4年の井上舞子にGSを含めて14分近い戦いの末に反則勝ちを収めるも、決勝では南筑高校3年の素根輝にGSに入ってから反則負けを喫するが2位になった。6月の実業団体では2位だった。8月の実業個人選手権では決勝でミキハウスの山部佳苗を技ありで破って優勝した。
2019年4月の全日本女子選手権では準々決勝で東海大学1年の児玉ひかるを内股すかしで破るも、準決勝でパーク24の朝比奈沙羅に大外巻込で敗れて3位だった。6月の実業団体では三井住友戦で稲森奈見と引き分けるも、チームは優勝した。7月のグランプリ・ブダペストでは準々決勝でリオデジャネイロオリンピック金メダリストであるキューバのイダリス・オルティスにGSに入ってから反則勝ちするなどして決勝まで進むと、チュニジアのニヘル・シェイフルフに反則勝ちして全て一本勝ちでIJFワールド柔道ツアー初優勝を飾った。11月の講道館杯では決勝でミキハウスの山部佳苗に反則勝ちして優勝した。グランドスラム・大阪では準決勝で素根に反則負けすると、3位決定戦でも朝比奈に反則負けして5位に終わった。
2020年2月のグランドスラム・パリでは2回戦でブラジルのマリア・アルテマンに技ありで敗れた。10月の講道館杯では決勝で同僚の橋本朱未に反則勝ちして今大会2連覇した。この際に、「パリ五輪で優勝できるよう頑張る」とコメントした。12月に延期された全日本選手権では準決勝で三井住友海上の稲森奈見を技ありで破ると、決勝では橋本の抑え込みを2分も凌ぐなど14分56秒もの戦いの末に反則勝ちして、今大会初優勝を飾った。
2021年4月の体重別は決勝で山梨学院大学3年の高橋瑠璃に反則勝ちして優勝した。世界選手権代表にも選出された。6月の世界選手権では準々決勝でブラジルのマリア・アルテマン、準決勝で同じくブラジルのベアトリス・ソウザをそれぞれ破るも、決勝では朝比奈に10分近い戦いの末に反則負けを喫して2位にとどまった。。
2022年2月のグランドスラム・パリでは決勝で東京オリンピック銅メダリストの地元フランスのロマヌ・ディッコを浮落で破って優勝を飾った。3月の東京選手権では優勝した。4月の体重別では決勝で東海大学4年の児玉ひかるに反則勝ちして、今大会3連覇を果たした。続く全日本選手権では準々決勝で高橋を技あり、準決勝では児玉を縦四方固で破ると、決勝では2年前と同じく橋本と対戦して反則勝ちを収めて、2年ぶり2度目の優勝を成し遂げた。また、世界選手権代表にも選ばれた。7月のグランドスラム・ブダペストでは決勝でオルティスに反則勝ちして優勝した。
10月の世界選手権では準々決勝で世界ランキング1位であるイスラエルのラズ・ヘルシュコを合技で破るも、準決勝でソウザに反則負けを喫した。その後の3位決定戦では韓国のキム・ハユンを足車で破って3位になった。世界団体では決勝のフランス戦でディッコに開始早々の合技で敗れるも、チームは優勝を飾った。12月のグランドスラム・東京では準決勝で素根に反則負けすると、3位決定戦でもフランスのレア・フォンテーヌに開始早々の合技で敗れて5位にとどまった。続くワールドマスターズでは初戦でトルコのカイラ・サイトに合技で敗れた。
2023年3月のグランドスラム・タシケントでは決勝で中国の徐仕妍に反則勝ちするなどオール一本勝ちして優勝した。4月の体重別では決勝でSBC湘南美容クリニックの児玉ひかるを合技で破って今大会4連覇を果たした。続く全日本選手権はケガにより出場を取り止めた。6月の実業団体では3位だった。グランドスラム・ウランバートルでは決勝でイスラエルのラズ・ヘルシュコを上四方固で破るなど、オール一本勝ちして優勝した。8月のワールドマスターズでは2回戦で中国のス・シンに大外刈で敗れた。9月のアジア大会では準決勝で地元の徐仕妍に合技で敗れて3位だった。
2024年4月の体重別では決勝で日体大3年の新井万央を技ありで破って、今大会5連覇を達成した。なお、世界選手権代表に選出された。5月の世界選手権では決勝まで進むと、トルコのカイラ・オズデミルを合技で破って世界選手権初優勝を飾った。6月の実業団体では2位だった。
IJF世界ランキングは4400ポイント獲得で6位(24/6/25現在)。

## 戦績
- 2008年 -　全国小学生学年別柔道大会　優勝(40kg超級)
- 2009年 -　全国小学生学年別柔道大会　優勝(45kg超級)
- 2010年 -　全国中学校柔道大会　個人戦　5位　団体戦　5位
- 2010年 -　マルちゃん杯　3位
- 2011年 -　全国中学校柔道大会　団体戦　5位
- 2011年 -　マルちゃん杯　3位
- 2012年 -　近代柔道杯　3位
- 2012年 -　全国中学校柔道大会　個人戦　2位　団体戦　3位
- 2012年 -　マルちゃん杯　2位
- 2013年 -　インターハイ 個人戦　5位　団体戦　優勝
- 2013年 -　国体 少年女子の部　2位
- 2014年 -　全国高校選手権　個人戦　2位(無差別)　団体戦　優勝
- 2014年 -　全日本カデ　優勝(70kg超級)
- 2014年 -　金鷲旗　優勝
- 2014年 -　インターハイ　個人戦　5位
- 2014年 -　全日本ジュニア　5位
- 2014年 -　アジアジュニア　2位
- 2015年 -　全国高校選手権　個人戦　3位　団体戦　優勝
- 2015年 -　全日本女子選手権　5位
- 2015年 -　金鷲旗　3位
- 2015年 -　インターハイ　個人戦　優勝　団体戦　3位
- 2015年 -　全日本ジュニア　2位
- 2015年 -　世界ジュニア　個人戦　優勝　団体戦　優勝
- 2015年 -　講道館杯　5位
- 2015年 -　グランドスラム・東京　5位
- 2016年 -　講道館杯　5位
- 2017年 -　ヨーロッパオープン・ソフィア　2位
- 2017年 -　講道館杯　5位
- 2018年 -　全日本女子選手権　2位
- 2018年 -　実業団体　2位
- 2018年 - 実業個人選手権　優勝
- 2019年 - 全日本女子選手権　3位
- 2019年 -　実業団体　優勝
- 2019年 - グランプリ・ブダペスト　優勝
- 2019年 -　講道館杯　優勝
- 2019年 -　グランドスラム・大阪　5位
- 2020年 -　講道館杯　優勝
- 2020年 -　全日本女子選手権   優勝
- 2021年 -　体重別　優勝
- 2021年 -　世界選手権　2位
- 2022年 -　グランドスラム・パリ 優勝
- 2022年 -　体重別　優勝
- 2022年 -　全日本女子選手権   優勝
- 2022年 -　グランドスラム・ブダペスト 優勝
- 2022年 -　世界選手権 3位
- 2022年 -　世界団体　優勝
- 2022年 -　グランドスラム・東京　5位
- 2023年 -　グランドスラム・タシケント　優勝
- 2023年 -　体重別　優勝
- 2023年 -　実業団体　3位
- 2023年 -　グランドスラム・ウランバートル　優勝
- 2023年 - アジア大会　3位
- 2024年 -　体重別　優勝
- 2024年 - 世界選手権　優勝
- 2024年 -　実業団体　2位

(出典、JudoInside.com)